# Odacantha
Odacantha (лат.) — род жужелиц из подсемейства Odacanthinae.

## Описание
Первый сегмент усиков длиннее третьего. Подбородок с зубцом. Предпоследний сегмент губных щупиков с двумя щетинками.

## Систематика
В составе рода:
- подрод: Odacantha

- вид: Odacantha hagai Nemoto, 1989
- вид: Odacantha melanura Linne, 1767
- вид: Odacantha puziloi Solsky, 1875

- подрод: Heliocasnonia

- вид: Odacantha aegrota Bates, 1883
- вид: Odacantha chinensis Jedlicka, 1963
- вид: Odacantha metallica Fairmaire, 1889

- подрод: Neocolliuris

- вид: Odacantha cyanea LaFerte-Senectere, 1849
- вид: Odacantha flavipennis Liebke, 1931
- вид: Odacantha insulicola Basilewsky, 1977
- вид: Odacantha laportei Chaudoir, 1848
- вид: Odacantha pomposa Liebke, 1933
- вид: Odacantha seriepunctata Chaudoir, 1878
- вид: Odacantha subcomposita Basilewsky, 1970
- вид: Odacantha swazina Basilewsky, 1965
- вид: Odacantha composita Liebke, 1938